# Блеян, Лилит
Лилит Блеян (арм. Լիլիթ Բլեյան; род. 2 июня 1978, Ереван) — армянский автор песен, певица. Пишет и исполняет песни на армянском, испанском и английском языках.

## Биография
Блеян родилась 2 июня 1978 года в Ереване, Армянская ССР. Первые песни написала, когда едва начала говорить. Окончила музыкальную школу по классу скрипки. В возрасте 14 лет начала петь в камерном хоре «Алан Оганес» в Ереване. В школьном возрасте, увлекшись испанскими песнями, начала самостоятельно изучать испанский язык. Пристрастие к языкам привело её в Ереванский государственный университет, который она окончила по специальности испанский и английский языки. Во время учебы в университете в дуэте с подругой посещала некоторые музыкальные мероприятия и шоу. Тем не менее, музыка и написание песен оставались только посредством хобби.
Параллельно с университетом Лилит закончила специальные курсы тележурналистики и стала одним из молодых лиц независимого ереванского телеканала «А1 плюс». Она начинала как журналистка, став телеобозревательницей, редактором отдела новостей, а также делала несколько индивидуальных проектов на телевидении.
В 2010 году она выпустила сингл на армянском языке под названием «Սպասող գնացքներ». Песня имела мгновенный успех и заставила её задуматься о записи полноценного альбома. Так в 2011 году вышел её первый альбом, состоявший из девяти акустических песен на армянском и испанском языках. Вскоре она решила отказаться от карьеры журналистки и сосредоточиться на пении и написании песен.
Релиз её второго альбома, состоящий преимущественно из испаноязычных, а также некоторых английских песен, состоялся 19 ноября 2013 года.

## Дискография

### In Another City(2011)
1. Քաղաքից քաղաք
2. Տրամադրություն
3. Սպասող գնացքներ
4. Երազելով ծովի մասին
5. Մութ սենյակում
6. Սպասելով ամռանը
7. Հին հետքերով
8. Siempre tu' (իսպաներեն)
9. Սպասող գնացքներ (իսպաներեն)

### Paciencia(2013)
1. El corazón como prisión
2. Volverás
3. Por el Mediterráneo
4. Paciencia
5. Coloreando
6. Un Día
7. Una semana en Barcelona
8. Christmas Night
9. El Después
10. Castillo de arena
11. Falling
12. Siempre Tú (з альбому «In another City»)
13. Christmas Night